# Татарский патриотический фронт «Алтын Урда»
«Татарский Патриотический Фронт Алтын Урда» (Золотая Орда) (Региональное Общественное Движение Республики Татарстан «Татарский Патриотический Фронт „Алтын Урда“ (Золотая Орда)») — татарская националистическая организация, зарегистрированная в Татарстане в сентябре 2012 года, хотя начало её деятельности приходится на несколько лет раньше.
Появление организации пришлось на период повышения активности татарского национального движения.

## Идеология движения
Организация выступает за объединение всех этнических групп татарского народа под общей идеологией их ордынского происхождения («Ордынство»), основной её целью является сохранение и развитие татарской нации.
В отличие от многих других татарских национальных организаций, Татарский Патриотический Фронт не является сепаратистской организацией, хоть и не отрицает идею татарского суверенитета, а борется за сохранение татарского народа в общем.
«Алтын Урда» является оппозиционной по отношению к действующему российскому правительству, так как участники организации считают, что правительство РФ не выполняет свои обязательства по сохранению коренных народов.
Целями движения ТПФ «Алтын Урда», в соответствии с Программой движения, являются:
— Защита и отстаивание прав и свобод татарского народа везде, где это возможно;
— Сохранение и укрепление единства татарского народа. Противодействие дроблению и ассимиляции татарского народа. Общее собрание ТПФ «Алтын Урда» руководствуется тезисом «татарский народ един и неделим»;
— Укрепление и развитие демократических ценностей Российской Федерации, как основы для свободы и процветания татарского народа.
Одним из основных средств борьбы за достижения поставленных целей ТПФ «Алтын Урда» видит в повышении самосознания татарского народа, именно для этого руководство движения проводит лекции и семинары по истории своего народа для всех желающих.

## Структура
В структуру Татарского Патриотического Фронта «Алтын Урда» входят следующие органы:
— Общее Собрание.
— Учредительный Совет.
— Председатель движения.
Высшим органом движения согласно Уставу движения, является Общее собрание, собираемое раз в год, которое регулирует основные направления деятельности движения, в том числе и разработку ежегодной программы.
Председателем движения со дня его образования является Данис Сафаргали, ветеран татарского национального движения, активист СТМ
Азатлык в 90-х годах.

## Деятельность организации
Татарский Патриотический Фронт «Алтын Урда» совместно с Российским Исламским Университетом проводит курсы татарского языка, истории и исламского воспитания «Без Татарлар».
Движение регулярно участвует в митингах и акциях по защите прав татарского народа, например, в митинге за сохранение образования на татарском языке. Одним из направлений деятельности организации является способствование переезду татар в Республику Татарстан, к марту 2013 года переехало пять семей.
В конце октября 2012 года от имени движения было подано заявление в прокуратуру о проверке деятельности политолога Раиса Сулейманова, который неоднократно уличал движение в сепаратизме и политическом золотоордынстве ("идеология татарского национализма, в основе которого лежит культ Золотой Орды, идеализация её прошлого, противопоставления её истории эпохе Российской империи, натянутое и неубедительное утверждение о процветании русского народа и русского православия под ханским гнетом, отрицании исторически реального монгольского ига с перспективой возрождения независимого татарского государства в границах Золотой Орды в случае развала России"). Однако заявление не достигло своей цели, прокуратура проигнорировала заявления ТПФ "Алтын урда". Раис Сулейманов назвал эти действия со стороны движения стремлением к саморекламе Даниса Сафаргали: "Мотивы Сафаргали заключаются в следующем:  недавно он зарегистрировал свою общественную организацию, и сейчас ему необходимо попиариться". В сентябре 2013 года Прокуратура Республики Татарстан вынесла предостережение Раису Сулейманову, вскоре после которого он был снят с должности  руководителя Приволжского центра региональных и этнорелигиозных исследований Российского института стратегических исследований.
В августе 2017 года Данис Сафаргали был приговорён к трём годам колонии общего режима. Его признали виновным по четырем статьям уголовного кодекса России, в том числе «возбуждение ненависти по признаку национальности».